# Некрілешть
Некрілешть, Некрілешті (рум. Necrilești) — село у повіті Алба в Румунії. Входить до складу комуни Интрегалде.
Село розташоване на відстані 290 км на північний захід від Бухареста, 22 км на північний захід від Алба-Юлії, 65 км на південь від Клуж-Напоки.

## Населення
За даними перепису населення 2002 року у селі проживали 188 осіб, усі — румуни. Усі жителі села рідною мовою назвали румунську.